# Österreichische Fußballmeisterschaft 1928/29
Die Österreichische Fußballmeisterschaft 1928/29 wurde vom  Wiener Fußball-Verband ausgerichtet und von dessen Mitgliedern bestritten. Als Unterbau zur I. Liga diente die eingleisig geführte II. Liga. Diese Ligen waren nur für professionelle Fußballvereine zugänglich. Zudem wurden von weiteren Bundeslandverbänden Landesmeisterschaften in unterschiedlichen Modi auf Amateur-Basis ausgerichtet. Die jeweiligen Amateur-Landesmeister spielten anschließend bei der Amateurmeisterschaft ebenfalls einen Meister aus.

## I. Liga

### Abschlusstabelle
| Pl. | Verein                   | Sp. | S  | U | N  | Tore    | Diff. | Punkte |
| --- | ------------------------ | --- | -- | - | -- | ------- | ----- | ------ |
| 1.  | SK Rapid Wien            | 22  | 15 | 3 | 4  | 057:310 | +26   | 33     |
| 2.  | SK Admira Wien (M)       | 22  | 13 | 4 | 5  | 063:300 | +33   | 30     |
| 3.  | Wiener AC                | 22  | 11 | 8 | 3  | 049:280 | +21   | 30     |
| 4.  | Wiener Sport-Club        | 22  | 11 | 3 | 8  | 050:430 | +7    | 25     |
| 5.  | Floridsdorfer AC         | 22  | 10 | 5 | 7  | 051:420 | +9    | 25     |
| 6.  | SC Nicholson Wien (A)    | 22  | 11 | 1 | 10 | 047:450 | +2    | 23     |
| 7.  | First Vienna FC 1894 (C) | 22  | 8  | 6 | 8  | 043:350 | +8    | 22     |
| 8.  | FK Austria Wien          | 22  | 8  | 4 | 10 | 040:420 | −2    | 20     |
| 9.  | ASV Hertha Wien          | 22  | 8  | 3 | 11 | 028:530 | −25   | 19     |
| 10. | SC Wacker Wien           | 22  | 7  | 4 | 11 | 036:410 | −5    | 18     |
| 11. | SK Slovan Wien           | 22  | 3  | 4 | 15 | 037:710 | −34   | 10     |
| 12. | Brigittenauer AC         | 22  | 4  | 1 | 17 | 026:660 | −40   | 09     |

### Torschützenliste
|    | Tore    | Spieler             | Verein               |
| -- | ------- | ------------------- | -------------------- |
| 1. | 21 Tore | Anton Schall        | SK Admira Wien       |
| 2. | 14 Tore | Richard Weilinger   | Wiener Sport-Club    |
|    |         | Johann Walzhofer    | Wiener AC            |
|    |         | Rudolf Hanel        | Slovan/Nicholson     |
| 5. | 13 Tore | Franz Weselik       | SK Rapid Wien        |
|    |         | Friedrich Gschweidl | First Vienna FC 1894 |

siehe auch Die besten Torschützen

### Die Meistermannschaft
Franz Griftner (15), Franz Hribar (4), Walter Feigl (3) – Leopold Czejka (14), Roman Schramseis (22), Toni Witschel (3), Franz Kral (5) – Josef Frühwirth (9), Josef Madlmayer (19), Josef Smistik (17/5), Johann Luef (19), Johann Hoffmann (9/2), Valchar (1) – Willibald Kirbes (17/7), Matthias Kaburek (7/3), Richard Kuthan (5/4), Franz Weselik (20/13), Johann Horvath (20/7), Ferdinand Wesely (C) (22/10), Mika Babic (2), Hans Kaburek (3/2), Franz Smistik (1), Wilhelm Cernic (1/2), Schneider (4/2) – Trainer: Eduard Bauer – Sektionsleiter: Dionys Schönecker

## II. Liga

### Abschlusstabelle
| Pl. | Verein                       | Sp. | S  | U | N  | Tore    | Diff. | Punkte |
| --- | ---------------------------- | --- | -- | - | -- | ------- | ----- | ------ |
| 1.  | SC Hakoah Wien               | 24  | 24 | 0 | 0  | 104:130 | +91   | 48     |
| 2.  | 1. Favoritner FC Vorwärts 06 | 24  | 13 | 4 | 7  | 053:410 | +12   | 30     |
| 3.  | SC Weiße Elf Wien            | 24  | 11 | 8 | 5  | 054:440 | +10   | 30     |
| 4.  | SC Neubau                    | 24  | 11 | 5 | 8  | 071:470 | +24   | 27     |
| 5.  | FC Libertas Wien             | 24  | 11 | 5 | 8  | 058:480 | +10   | 27     |
| 6.  | 1. Simmeringer SC            | 24  | 10 | 4 | 10 | 051:420 | +9    | 24     |
| 7.  | SC Frem Wien                 | 24  | 9  | 4 | 11 | 047:540 | −7    | 22     |
| 8.  | SC Viktoria XXI              | 24  | 9  | 4 | 11 | 040:580 | −18   | 22     |
| 9.  | SC Bewegung XX               | 21  | 10 | 1 | 10 | 044:450 | −1    | 21     |
| 10. | SV Donau Wien                | 21  | 6  | 6 | 9  | 045:550 | −10   | 18     |
| 11. | SC Altmannsdorf              | 23  | 7  | 3 | 13 | 039:460 | −7    | 17     |
| 12. | Gersthofer SV                | 24  | 4  | 3 | 17 | 024:680 | −44   | 11     |
| 13. | SC Moravia Wien              | 23  | 3  | 0 | 20 | 024:850 | −61   | 06     |

## Amateurmeisterschaft
| Viertelfinale      | Viertelfinale | Viertelfinale   | Viertelfinale | Viertelfinale |
| ------------------ | ------------- | --------------- | ------------- | ------------- |
| Linzer ASK         | 3:4           | Grazer AK       | 2:1           | 1:3           |
| VfB Mödling        | 6:9           | SC Ottakring    | 1:2           | 5:7           |
| Salzburger AK 1914 | 3:8           | Innsbrucker AC  | 1:5           | 2:3           |
| FC Lustenau 07     | 6:4           | Klagenfurter AC | 4:3           | 2:1           |
| Halbfinale         |               |                 |               |               |
| Grazer AK          | 6:2           | SC Ottakring    | 3:0           | 3:2           |
| FC Lustenau 07     | 12:30         | Innsbrucker AC  | 6:2           | 6:1           |
| Finale             |               |                 |               |               |
| FC Lustenau 07     | 2:5           | Grazer AK       | 2:2           | 0:3           |

| Tore           | Lustenau:H. Grabher, H. Peterlunger; Graz: H. Riedmann (Eigentor), Karl Lube                                                                                  |
| FC Lustenau 07 | S. Thöni; J. Künz, K. Kanalz; O. Hämmerle, H. Riedmann, G. Vetter; F. Kanalz, H. Grabher, A. Riedmann, E. Hollenstein, H. Peterlunger                         |
| Grazer AK      | Adolf Jessenitschnik; Josef Eichler, Othmar Keckstein; Brandner, Josef Stany, Josef Ptacek; Konrad Reinthaler, E. Adamek, Willi Reiter, Karl Lube, Otto Gaber |

| Tore           | Graz: Anton Heubrandner, Otto Gaber, Willi Reiter |
| Grazer AK      | Adolf Jessenitschnik; Josef Eichler, Othmar Keckstein; Brandner, Josef Stany, Josef Ptacek; Konrad Reinthaler, Anton Heubrandner, Willi Reiter, Karl Lube, Otto Gaber |
| FC Lustenau 07 | S. Thöni; J. Künz, K. Kanalz; O. Hämmerle, H. Riedmann, G. Vetter; F. Kanalz, H. Grabher, A. Riedmann, E. Hollenstein, H. Peterlunger                                 |

## Landesligen
- In Niederösterreich fand keine gesonderte Landesmeisterschaft statt. Die stärksten niederösterreichischen Vereine spielten mit den Reservemannschaften der erstklassigen Wiener Professionalvereine eine Gemischte Meisterschaft in zwei regionalen Staffeln. Die jeweils bestplatzierten Provinzvereine dieser beiden Staffeln spielten danach ein Finale um den niederösterreichischen Meistertitel.

### Niederösterreich
|             | Gesamt |                     | Hinspiel | Rückspiel | 3.Spiel |
| ----------- | ------ | ------------------- | -------- | --------- | ------- |
| VfB Mödling | 5:4    | Langenzersdorfer SK | 1:1      | 1:1       | 3:2     |

### Oberösterreich
Abschlusstabelle
| Pl. | Verein            | Sp. | S  | U | N | Tore    | Diff. | Punkte |
| --- | ----------------- | --- | -- | - | - | ------- | ----- | ------ |
| 1.  | Linzer ASK        | 12  | 11 | 0 | 1 | 070:180 | +52   | 22     |
| 2.  | SV Urfahr Linz    | 12  | 7  | 4 | 1 | 039:210 | +18   | 18     |
| 3.  | SC Hertha Wels    | 12  | 4  | 3 | 5 | 030:340 | −4    | 11     |
| 4.  | SV Gmunden        | 12  | 2  | 4 | 6 | 026:380 | −12   | 08     |
| 5.  | Welser SC         | 12  | 2  | 4 | 6 | 026:430 | −17   | 08     |
| 6.  | Sportfreunde Wels | 12  | 3  | 2 | 7 | 018:370 | −19   | 08     |
| 7.  | Germania Linz     | 12  | 4  | 0 | 8 | 027:450 | −18   | 08     |

### Salzburg
Abschlusstabelle
| Pl. | Verein                | Sp. | S | U | N | Tore    | Diff. | Punkte |
| --- | --------------------- | --- | - | - | - | ------- | ----- | ------ |
| 1.  | Salzburger AK 1914    | 6   | 5 | 0 | 1 | 022:100 | +12   | 10     |
| 2.  | FC Hertha Salzburg    | 6   | 4 | 0 | 2 | 020:190 | +1    | 08     |
| 3.  | 1. Salzburger SK 1919 | 6   | 3 | 0 | 3 | 016:100 | +6    | 06     |
| 4.  | 1. Oberndorfer SK     | 6   | 0 | 0 | 6 | 003:220 | −19   | 0      |

### Steiermark
Abschlusstabelle
| Pl. | Verein               | Sp. | S | U | N  | Tore    | Diff. | Punkte |
| --- | -------------------- | --- | - | - | -- | ------- | ----- | ------ |
| 1.  | Grazer AK            | 10  | 9 | 0 | 1  | 059:110 | +48   | 18     |
| 2.  | SK Sturm Graz        | 10  | 7 | 1 | 2  | 048:110 | +37   | 15     |
| 3.  | Grazer SC            | 10  | 6 | 0 | 4  | 046:200 | +26   | 12     |
| 4.  | Hakoah Graz          | 10  | 5 | 0 | 5  | 033:310 | +2    | 10     |
| 5.  | Akademischer SV Graz | 10  | 2 | 0 | 8  | 016:680 | −52   | 04     |
| 6.  | Ostmark Graz         | 10  | 0 | 0 | 10 | 007:680 | −61   | 0      |

### Tirol
Abschlusstabelle
| Pl. | Verein                 | Sp. | S | U | N | Tore    | Diff. | Punkte |
| --- | ---------------------- | --- | - | - | - | ------- | ----- | ------ |
| 1.  | Innsbrucker AC         | 8   | 6 | 0 | 2 | 037:150 | +22   | 12     |
| 2.  | FC Veldidena Innsbruck | 8   | 5 | 0 | 3 | 026:250 | +1    | 10     |
| 3.  | FC Wacker Innsbruck    | 8   | 5 | 0 | 3 | 027:250 | +2    | 10     |
| 4.  | SV Innsbruck           | 8   | 4 | 0 | 4 | 020:260 | −6    | 08     |
| 5.  | SV Hötting             | 8   | 0 | 0 | 8 | 010:310 | −21   | 0      |

### Vorarlberg
Abschlusstabelle
| Pl. | Verein                 | Sp. | S | U | N | Tore    | Diff. | Punkte |
| --- | ---------------------- | --- | - | - | - | ------- | ----- | ------ |
| 1.  | FC Lustenau 07         | 4   | 4 | 0 | 0 | 016:100 | +15   | 08     |
| 2.  | FA Turnerbund Lustenau | 4   | 1 | 0 | 3 | 006:100 | −4    | 02     |
| 3.  | FC Bregenz             | 4   | 1 | 0 | 3 | 002:130 | −11   | 02     |